# Josephine (Alabama)
Josephine es un área no incorporada en el condado de Baldwin, Alabama, Estados Unidos.

## Historia
La comunidad lleva el nombre de Josephine Ross, que era la hija del primer director de correos. Una oficina de correos operó bajo el nombre de Josephine desde 1881 hasta 1959.
Raphael Semmes, quien se desempeñó como capitán del  CSS Alabama durante la Guerra de Secesión, tenía una casa de verano en Josephine. En 1898, la familia McPherson compró la propiedad de Semmes. Operaron el Hotel Mexiwana en el sitio de la casa Semmes hasta 1935. Una escuela, que atendió a los grados 1 a 6, funcionó en Josephine desde 1903 hasta 1917. La comunidad también albergaba una panadería antes de mudarse a Foley.
Un pequeño montículo de arena, construido por nativos americanos que vivían en el área, se encuentra cerca del sitio de la antigua oficina de correos de Josephine. Bamahenge, una réplica de fibra de vidrio a gran escala del Stonehenge, se encuentra en los terrenos de Barber Marina en las afueras de Josephine.